# Al-Mutamid abbászida kalifa
Al-Mutamid ala l-láh (arab betűkkel المعتمد على الله – al-Muʿtamid ʿalā l-lāh), eredeti nevén Abu l-Abbász Ahmad (arabul أبو العباس أحمد – Abū l-ʿAbbās Aḥmad; 842/844 – Mezopotámia, Szamarra, 892. október 15.), al-Mutavakkil fia volt az Abbászida-dinasztia tizenötödik kalifája (uralkodott 870-től haláláig). Melléknevének (al-Mutamid ala l-láh) jelentése: [Istenre] támaszkodó. Uralkodása alatt sikerült felszámolni a szamarrai anarchiát, ám ez jórészt nem az ő érdeme volt.
Al-Mutamid al-Mutavakkil harmadik trónra lépő fia volt al-Muntaszir és al-Mutazz után. 870-ben tették trónra a szamarrai török tisztek, miután végeztek erényes és erkölcsös unokafivérével, al-Muhtadival. Al-Mutamid nem volt különösebben tehetséges, így egymaga nem tudta megmenteni birodalmát a 869-től dühöngő dél-iraki zandzs-felkeléstől, sem a gyakorlatilag önállóan regnáló egyiptomi emírtől, Ahmad ibn Túlúntól, sem a Szisztánból kiindulva 873-ban Horászánt, 875-ben pedig Fárszot és Húzisztánt elfoglaló Jakúb ibn al-Lajsztól.
A hatalmas veszély közepette a kalifa megbékélt addig trónigénnyel fellépő fivérével, al-Muvaffakkal, aki 875-ben gyakorlatilag átvette a hatalmat a kalifátus felett. Al-Mutamid tehetetlenül szemlélte, hogy régensként uralkodó bátyja úrrá lesz a szamarrai török parancsnokokon, Transzoxániát támaszpontul kiépítve a számánida Naszrot nevezi ki az egész terület helytartójává, majd 876-ban Dajr al-Ákúlnál szétveri a Szaffáridák Bagdad felé törő seregét. A csatában megsérülő Jakúbot követő öccsét, Amr ibn al-Lajszot fivére 879-es halála után el is ismerték horászáni emírnek.
Miután a keleti fenyegetéssel leszámolt, az al-Mutamid helyett uralkodó al-Muvaffak a zandzs letörésével próbálkozott, ám rövidesen megelégelte Ahmad ibn Túlún egyiptomi emír kelletlenségét és csekély hozzájárulását a küzdelemhez, ezért megpróbálkozott Egyiptom lerohanásával. Vállalkozása nem sikerült túl fényesen: 877-ben vereséget szenvedett, és a következő évben az immár teljesen önállósodott emír Szíria nagy részére is kiterjesztette befolyását. Mivel azonban keletebbre nem akart terjeszkedni, a kormányzat minden erejével a hatalmas pusztítást és bevételkiesést okozó, Baszra körül összpontosuló lázadók ellen fordult, akiket csak hosszú harcok árán sikerült levernie 883-ra.
Al-Mutamidnak az öröklési rend alakulásába sem volt beleszólása: az élete végén betegeskedő al-Muvaffak saját fiát, al-Mutadidot jelölte ki örökösének. A régens, aki egy időre megerősítette a rogyadozó kalifátust, 891-ben, bábja pedig 892-ben hunyt el.